# Gerhard Schjelderup
Gerhard Rosenkrone Schjelderup (ur. 17 listopada 1859 w Kristiansand, zm. 29 lipca 1933 w Benediktbeuern) – norweski kompozytor. 

## Życiorys
W 1878 roku wyjechał do Paryża, gdzie studiował u Auguste’a Franchomme’a (wiolonczela) i Jules’a Masseneta (kompozycja). Od 1888 roku mieszkał na stałe w Niemczech. W jego muzyce dostrzegalne są wpływy twórczości Edvarda Griega i Richarda Wangera.
Opublikował prace Edvard Grieg og hans verker (Kopenhaga 1903) i Richard Wagner: Hans liv og verker (Kopenhaga 1907).

## Wybrane kompozycje
(na podstawie materiałów źródłowych)

### Utwory orkiestrowe
- 2 symfonie (I 1887, II 1924)
- In Baldurs Main na skrzypce i orkiestrę (1904)

### Opery
- Østenfor sol og vestenfor mane (1889–1890)
- Sampo Lappelill (1890)
- Sonntagsmorgen (1891–1892, wyst. Monachium 1893)
- Norwegische Hochzeit (1894, wyst. Praga 1900)
- En hellig aften (1895, wyst. Christiania 1915)
- Et folk i nød (b.d.)
- Frühlingsnacht (1906–1907, wyst. Drezno 1908)
- Opal (wyst. Drezno 1915)
- Die scharlachrote Blume (b.d.)
- Sturmvögel (wyst. Schwerin 1926)

### Balet
- Wunderhorn (wyst. Christiania 1905)